# Championnats du monde de natation en petit bassin 2014
Navigation
Édition 2012 Édition 2016
Les 12es championnats du monde de natation en petit bassin ont eu lieu à Doha (Qatar) du 3 au 7 décembre 2014.

## Calendrier des épreuves
46 épreuves doivent avoir lieu durant les cinq jours de compétition.
| S | Séries | DF | Demi-finales | Médaille d'or | Finales |

| Matinée | 09:30 | Soirée | 18:00 |

| Événement            | Décembre | Décembre      | Décembre | Décembre      | Décembre | Décembre      | Décembre | Décembre      | Décembre      | Décembre      |
| Événement            | Mer 3    | Mer 3         | Jeu 4    | Jeu 4         | Ven 5    | Ven 5         | Sam 6    | Sam 6         | Dim 7         | Dim 7         |
| -------------------- | -------- | ------------- | -------- | ------------- | -------- | ------------- | -------- | ------------- | ------------- | ------------- |
| 50 m nage libre      |          |               | S        | DF            |          | Médaille d'or |          |               |               |               |
| 100 m nage libre     |          |               |          |               |          |               | S        | DF            |               | Médaille d'or |
| 200 m nage libre     | S        | Médaille d'or |          |               |          |               |          |               |               |               |
| 400 m nage libre     |          |               |          |               | S        | Médaille d'or |          |               |               |               |
| 1500 m nage libre    |          |               |          |               |          |               |          |               | Médaille d'or | Médaille d'or |
| 50 m dos             |          |               |          |               | S        | DF            |          | Médaille d'or |               |               |
| 100 m dos            | S        | DF            |          | Médaille d'or |          |               |          |               |               |               |
| 200 m dos            |          |               |          |               |          |               |          |               | S             | Médaille d'or |
| 50 m brasse          |          |               |          |               |          |               | S        | DF            |               | Médaille d'or |
| 100 m brasse         | S        | DF            |          | Médaille d'or |          |               |          |               |               |               |
| 200 m brasse         |          |               |          |               | S        | Médaille d'or |          |               |               |               |
| 50 m papillon        |          |               |          |               | S        | DF            |          | Médaille d'or |               |               |
| 100 m papillon       | S        | DF            |          | Médaille d'or |          |               |          |               |               |               |
| 200 m papillon       |          |               |          |               |          |               |          |               | S             | Médaille d'or |
| 100 m 4 nages        |          |               |          |               |          |               | S        | DF            |               | Médaille d'or |
| 200 m 4 nages        |          |               |          |               | S        | Médaille d'or |          |               |               |               |
| 400 m 4 nages        |          |               | S        | Médaille d'or |          |               |          |               |               |               |
| 4 × 50 m nage libre  |          |               |          |               |          |               | S        | Médaille d'or |               |               |
| 4 × 100 m nage libre | S        | Médaille d'or |          |               |          |               |          |               |               |               |
| 4 × 200 m nage libre |          |               | S        | Médaille d'or |          |               |          |               |               |               |
| 4 × 50 m 4 nages     |          |               | S        | Médaille d'or |          |               |          |               |               |               |
| 4 × 100 m 4 nages    |          |               |          |               |          |               |          |               | S             | Médaille d'or |
| Total                | 2        | 2             | 6        | 6             | 4        | 4             | 3        | 3             | 7             | 7             |

| Événement            | Décembre | Décembre      | Décembre      | Décembre      | Décembre | Décembre      | Décembre | Décembre      | Décembre | Décembre      |
| Événement            | Mer 3    | Mer 3         | Jeu 4         | Jeu 4         | Ven 5    | Ven 5         | Sam 6    | Sam 6         | Dim 7    | Dim 7         |
| -------------------- | -------- | ------------- | ------------- | ------------- | -------- | ------------- | -------- | ------------- | -------- | ------------- |
| 50 m nage libre      |          |               |               |               |          |               | S        | DF            |          | Médaille d'or |
| 100 m nage libre     |          |               | S             | DF            |          | Médaille d'or |          |               |          |               |
| 200 m nage libre     |          |               |               |               |          |               |          |               | S        | Médaille d'or |
| 400 m nage libre     |          |               |               |               | S        | Médaille d'or |          |               |          |               |
| 800 m nage libre     |          |               | Médaille d'or | Médaille d'or |          |               |          |               |          |               |
| 50 m dos             |          |               |               |               |          |               | S        | DF            |          | Médaille d'or |
| 100 m dos            | S        | DF            |               | Médaille d'or |          |               |          |               |          |               |
| 200 m dos            |          |               |               |               | S        | Médaille d'or |          |               |          |               |
| 50 m brasse          | S        | DF            |               | Médaille d'or |          |               |          |               |          |               |
| 100 m brasse         |          |               |               |               | S        | DF            |          | Médaille d'or |          |               |
| 200 m brasse         |          |               |               |               |          |               |          |               | S        | Médaille d'or |
| 50 m papillon        |          |               | S             | DF            |          | Médaille d'or |          |               |          |               |
| 100 m papillon       |          |               |               |               |          |               | S        | DF            |          | Médaille d'or |
| 200 m papillon       | S        | Médaille d'or |               |               |          |               |          |               |          |               |
| 100 m 4 nages        |          |               | S             | DF            |          | Médaille d'or |          |               |          |               |
| 200 m 4 nages        |          |               |               |               |          |               | S        | Médaille d'or |          |               |
| 400 m 4 nages        | S        | Médaille d'or |               |               |          |               |          |               |          |               |
| 4 × 50 m nage libre  |          |               |               |               |          |               |          |               | S        | Médaille d'or |
| 4 × 100 m nage libre |          |               |               |               | S        | Médaille d'or |          |               |          |               |
| 4 × 200 m nage libre | S        | Médaille d'or |               |               |          |               |          |               |          |               |
| 4 × 50 m 4 nages     |          |               |               |               | S        | Médaille d'or |          |               |          |               |
| 4 × 100 m 4 nages    |          |               |               |               |          |               |          |               | S        | Médaille d'or |
| Total                | 3        | 3             | 3             | 3             | 7        | 7             | 2        | 2             | 7        | 7             |

| Événement           | Décembre | Décembre | Décembre | Décembre      | Décembre | Décembre | Décembre | Décembre      | Décembre | Décembre |
| Événement           | Mer 3    | Mer 3    | Jeu 4    | Jeu 4         | Ven 5    | Ven 5    | Sam 6    | Sam 6         | Dim 7    | Dim 7    |
| ------------------- | -------- | -------- | -------- | ------------- | -------- | -------- | -------- | ------------- | -------- | -------- |
| 4 × 50 m nage libre |          |          |          |               |          |          | S        | Médaille d'or |          |          |
| 4 × 50 m 4 nages    |          |          | S        | Médaille d'or |          |          |          |               |          |          |
| Total               |          |          | 1        | 1             |          |          | 1        | 1             |          |          |

## Classement par nation
| Rang  | Nation         | Or | Argent | Bronze | Total |
| ----- | -------------- | -- | ------ | ------ | ----- |
| 1     | Brésil         | 7  | 1      | 2      | 10    |
| 2     | Hongrie        | 6  | 3      | 2      | 11    |
| 3     | Pays-Bas       | 5  | 1      | 6      | 12    |
| 4     | Afrique du Sud | 4  | 1      | 0      | 5     |
| 5     | Espagne        | 4  | 0      | 0      | 4     |
| 6     | Japon          | 3  | 3      | 4      | 10    |
| 7     | France         | 3  | 2      | 3      | 8     |
| 8     | Suède          | 3  | 1      | 0      | 4     |
| 9     | États-Unis     | 2  | 9      | 6      | 17    |
| 10    | Danemark       | 2  | 1      | 3      | 6     |
| 11    | Australie      | 1  | 5      | 4      | 10    |
| 12    | Russie         | 1  | 4      | 4      | 9     |
| 13    | Italie         | 1  | 2      | 3      | 6     |
| 14    | Allemagne      | 1  | 1      | 2      | 4     |
| 15    | Pologne        | 1  | 1      | 1      | 3     |
| 16    | Jamaïque       | 1  | 1      | 0      | 2     |
| 16    | Lituanie       | 1  | 1      | 0      | 2     |
| 18    | Royaume-Uni    | 0  | 7      | 1      | 8     |
| 19    | Chine          | 0  | 2      | 1      | 3     |
| 20    | Tunisie        | 0  | 1      | 0      | 1     |
| 21    | Ukraine        | 0  | 0      | 2      | 2     |
| 22    | Canada         | 0  | 0      | 1      | 1     |
| 23    | Serbie         | 0  | 0      | 1      | 1     |
| Total | Total          | 46 | 47     | 46     | 139   |

## Records

### Records du monde
| Record du monde établi à Doha   | Record du monde établi à Doha                                                  | Record du monde établi à Doha | Record du monde établi à Doha                           | Record du monde établi à Doha | Ancien record                                | Ancien record | Ancien record                                           | Ancien record    | Ancien record | Ancien record |
| Épreuve                         | Nageurs                                                                        | Temps équipe                  | Temps personnel                                         | Date                          | Nageurs                                      | Temps équipe  | Temps personnel                                         | Date             |               |               |
| 200 m papillon (D)              | Mireia Belmonte                                                                |                               | 1 min 59 s 61                                           | 3 décembre 2014               | Liu Zige                                     |               | 2 min 00 s 78                                           | 15 novembre 2009 |               |               |
| 400 m 4 nages (D)               | Mireia Belmonte                                                                |                               | 4 min 19 s 86                                           | 3 décembre 2014               | Katinka Hosszú                               |               | 4 min 20 s 85                                           | 11 août 2013     |               |               |
| Relais 4 × 200 m nage libre (D) | Pays-Bas Inge Dekker Femke Heemskerk Ranomi Kromowidjojo Sharon van Rouwendaal | 7 min 32 s 85                 | 1 min 54 s 73 1 min 51 s 22 1 min 54 s 17 1 min 52 s 73 | 3 décembre 2014               | Chine Chen Qian Tang Yi Liu Jing Zhu Qianwei | 7 min 35 s 94 | 1 min 54 s 73 1 min 53 s 54 1 min 53 s 59 1 min 54 s 08 | 15 décembre 2010 |               |               |
| 100 m papillon (M)              | Chad le Clos                                                                   |                               | 48 s 44                                                 | 4 décembre 2014               | Yevgeniy Korotychkin                         |               | 48 s 48                                                 | 15 novembre 2009 |               |               |

Hommes
- Florent Manaudou 50 m nage libre
- Florent Manaudou 50 m dos
- Markus Deibler 100 m 4 nages
- Brésil relais 4 × 50 m 4 nages

Femmes
- Sarah Sjöström 200 m nage libre
- Sarah Sjöström 100 m papillon
- Etiene Medeiros 50 m dos
- Katinka Hosszú 100 m dos
- Katinka Hosszú 200 m dos
- Alia Atkinson 100 m brasse (égalé)
- Katinka Hosszú 100 m 4 nages
- Katinka Hosszú 200 m 4 nages
- Pays-Bas relais 4 × 100 m nage libre

Mixte
- États-Unis relais 4 × 50 m nage libre

### Records des championnats
Hommes
- Péter Bernek 400 m nage libre
- Gregorio Paltrinieri 1500 m nage libre
- Chad le Clos 50 m papillon
- Chad le Clos 200 m papillon
- Felipe França 50 m brasse
- Felipe França 100 m brasse
- Russie relais 4 × 50 m nage libre
- France relais 4 × 100 m nage libre

Femmes
- Femke Heemskerk 100 m nage libre
- Mireia Belmonte 400 m nage libre
- Mireia Belmonte 800 m nage libre
- Sarah Sjöström 50 m papillon
- Pays-Bas relais 4 × 50 m nage libre
- Danemark relais 4 × 50 m 4 nages

## Podiums

### Hommes
| Épreuves             | Or                                                                 | Or                     | Argent                                                                             | Argent             | Bronze                                                                                         | Bronze         |
| -------------------- | ------------------------------------------------------------------ | ---------------------- | ---------------------------------------------------------------------------------- | ------------------ | ---------------------------------------------------------------------------------------------- | -------------- |
| Nage libre           |                                                                    |                        |                                                                                    |                    |                                                                                                |                |
| 50 m                 | Florent Manaudou                                                   | 20 s 26 (RC, RM)       | Marco Orsi                                                                         | 20 s 69            | César Cielo                                                                                    | 20 s 88        |
| 100 m                | César Cielo                                                        | 45 s 75                | Florent Manaudou                                                                   | 45 s 81            | Danila Izotov                                                                                  | 46 s 09        |
| 200 m                | Chad le Clos                                                       | 1 min 41 s 45          | Danila Izotov                                                                      | 1 min 41 s 67      | Ryan Lochte                                                                                    | 1 min 42 s 09  |
| 400 m                | Péter Bernek                                                       | 3 min 34 s 32 (RC)     | James Guy                                                                          | 3 min 36 s 35      | Velimir Stjepanović                                                                            | 3 min 38 s 17  |
| 1 500 m              | Gregorio Paltrinieri                                               | 14 min 16 s 10 (RC)    | Oussama Mellouli                                                                   | 14 min 18 s 79     | Ryan Cochrane                                                                                  | 14 min 23 s 35 |
| Papillon             |                                                                    |                        |                                                                                    |                    |                                                                                                |                |
| 50 m                 | Chad le Clos                                                       | 21 s 95 (RC)           | Nicholas Santos                                                                    | 22 s 08            | Andriy Hovorov                                                                                 | 22 s 49        |
| 100 m                | Chad le Clos                                                       | 48 s 44 (RC, RM)       | Thomas Shields                                                                     | 48 s 99            | Tommaso D'Orsogna                                                                              | 49 s 60        |
| 200 m                | Chad le Clos                                                       | 1 min 48 s 61 (RC)     | Daiya Seto                                                                         | 1 min 48 s 92      | Paweł Korzeniowski                                                                             | 1 min 50 s 21  |
| Dos                  |                                                                    |                        |                                                                                    |                    |                                                                                                |                |
| 50 m                 | Florent Manaudou                                                   | 22 s 22 (RC, RM)       | Eugene Godsoe                                                                      | 23 s 05            | Stanislav Donets                                                                               | 23 s 10        |
| 100 m                | Mitchell Larkin                                                    | 49 s 57                | Radosław Kawęcki                                                                   | 50 s 11            | Matt Grevers Ryōsuke Irie                                                                      | 50 s 12        |
| 200 m                | Radosław Kawęcki                                                   | 1 min 47 s 38          | Ryan Lochte                                                                        | 1 min 48 s 20      | Mitchell Larkin                                                                                | 1 min 48 s 35  |
| Brasse               |                                                                    |                        |                                                                                    |                    |                                                                                                |                |
| 50 m                 | Felipe França                                                      | 25 s 63 (RC)           | Adam Peaty Cameron van der Burgh                                                   | 25 s 87            |                                                                                                |                |
| 100 m                | Felipe França                                                      | 56 s 29 (RC)           | Adam Peaty                                                                         | 56 s 35            | Giacomo Perez-Dortona                                                                          | 56 s 78        |
| 200 m                | Dániel Gyurta                                                      | 2 min 01 s 49          | Marco Koch                                                                         | 2 min 01 s 91      | Kirill Prigoda                                                                                 | 2 min 02 s 38  |
| 4 nages              |                                                                    |                        |                                                                                    |                    |                                                                                                |                |
| 100 m                | Markus Deibler                                                     | 50 s 66 (RC, RM)       | Vladimir Morozov                                                                   | 50 s 81            | Ryan Lochte                                                                                    | 51 s 24        |
| 200 m                | Kōsuke Hagino                                                      | 1 min 50 s 47          | Ryan Lochte                                                                        | 1 min 51 s 31      | Daiya Seto                                                                                     | 1 min 51 s 79  |
| 400 m                | Daiya Seto                                                         | 3 min 56 s 33          | Kōsuke Hagino                                                                      | 4 min 01 s 17      | Dávid Verrasztó                                                                                | 4 min 01 s 82  |
| Relais               |                                                                    |                        |                                                                                    |                    |                                                                                                |                |
| 4 × 50 m nage libre  | Russie Vladimir Morozov Evgeny Sedov Oleg Tikhobaev Sergey Fesikov | 1 min 22 s 60 (RC)     | États-Unis Josh Schneider Tom Shields Jimmy Feigen Ryan Lochte                     | 1 min 23 s 47      | Italie Luca Dotto Marco Orsi Filippo Magnini Marco Belotti                                     | 1 min 24 s 56  |
| 4 × 100 m nage libre | France Clément Mignon Fabien Gilot Florent Manaudou Mehdy Metella  | 3 min 03 s 78 (RC, RE) | Russie Vladimir Morozov Sergey Fesikov Danila Izotov Mikhail Polishchuk            | 3 min 04 s 18      | États-Unis Jimmy Feigen Matt Grevers Ryan Lochte Thomas Shields                                | 3 min 05 s 58  |
| 4 × 200 m nage libre | États-Unis Conor Dwyer Ryan Lochte Matt McLean Tyler Clary         | 6 min 51 s 68          | Italie Andrea Mitchell D'Arrigo Marco Belotti Nicolangelo Di Fabio Filippo Magnini | 6 min 51 s 80      | Russie Mikhail Polishchuk Danila Izotov Artem Lobuzov Viacheslav Andrusenko                    | 6 min 51 s 96  |
| 4 × 50 m 4 nages     | Brésil Guilherme Guido Felipe França Nicholas Santos César Cielo   | 1 min 30 s 51 (RC, RM) | France Benjamin Stasiulis Giacomo Perez-Dortona Mehdy Metella Florent Manaudou     | 1 min 31 s 25 (RE) | États-Unis Eugene Godsoe Cody Miller Thomas Shields Josh Schneider                             | 1 min 31 s 83  |
| 4 × 100 m 4 nages    | Brésil Guilherme Guido Felipe França Marcos Macedo César Cielo     | 3 min 21 s 14          | États-Unis Matt Grevers Cody Miller Thomas Shields Ryan Lochte                     | 3 min 21 s 49      | France Florent Manaudou Giacomo Perez-Dortona Mehdy Metella Clément Mignon Benjamin Stasiulis* | 3 min 22 s 26  |

### Femmes
| Épreuves             | Or                                                                              | Or                      | Argent                                                                      | Argent        | Bronze                                                                         | Bronze        |
| -------------------- | ------------------------------------------------------------------------------- | ----------------------- | --------------------------------------------------------------------------- | ------------- | ------------------------------------------------------------------------------ | ------------- |
| Nage libre           |                                                                                 |                         |                                                                             |               |                                                                                |               |
| 50 m                 | Ranomi Kromowidjojo                                                             | 23 s 32                 | Bronte Campbell                                                             | 23 s 62       | Dorothea Brandt                                                                | 23 s 77       |
| 100 m                | Femke Heemskerk                                                                 | 51 s 37 (RC)            | Sarah Sjöström                                                              | 51 s 39       | Ranomi Kromowidjojo                                                            | 51 s 47       |
| 200 m                | Sarah Sjöström                                                                  | 1 min 50 s 78 (RC, RM)  | Katinka Hosszú                                                              | 1 min 51 s 18 | Femke Heemskerk                                                                | 1 min 51 s 69 |
| 400 m                | Mireia Belmonte                                                                 | 3 min 55 s 76 (RC)      | Sharon van Rouwendaal                                                       | 3 min 57 s 76 | Zhang Yufei                                                                    | 3 min 59 s 51 |
| 800 m                | Mireia Belmonte                                                                 | 8 min 03 s 41 (RC)      | Jaz Carlin                                                                  | 8 min 08 s 16 | Sharon van Rouwendaal                                                          | 8 min 08 s 17 |
| Papillon             |                                                                                 |                         |                                                                             |               |                                                                                |               |
| 50 m                 | Sarah Sjöström                                                                  | 24 s 58 (RC)            | Jeanette Ottesen Gray                                                       | 24 s 71       | Inge Dekker                                                                    | 24 s 73       |
| 100 m                | Sarah Sjöström                                                                  | 54 s 61 (RC, RM)        | Lu Ying                                                                     | 55 s 25       | Jeanette Ottesen Gray                                                          | 55 s 32       |
| 200 m                | Mireia Belmonte                                                                 | 1 min 59 s 61 (RC, RM)  | Katinka Hosszú                                                              | 2 min 01 s 12 | Franziska Hentke                                                               | 2 min 03 s 89 |
| Dos                  |                                                                                 |                         |                                                                             |               |                                                                                |               |
| 50 m                 | Etiene Medeiros                                                                 | 25 s 67 (RC, RM)        | Emily Seebohm                                                               | 25 s 83       | Katinka Hosszú                                                                 | 25 s 96       |
| 100 m                | Katinka Hosszú                                                                  | 55 s 03 (RC, RM)        | Emily Seebohm                                                               | 55 s 31       | Daryna Zevina                                                                  | 55 s 54       |
| 200 m                | Katinka Hosszú                                                                  | 1 min 59 s 23 (RC, RM)  | Emily Seebohm                                                               | 2 min 00 s 13 | Sayaka Akase                                                                   | 2 min 02 s 30 |
| Brasse               |                                                                                 |                         |                                                                             |               |                                                                                |               |
| 50 m                 | Rūta Meilutytė                                                                  | 28 s 84 (RE)            | Alia Atkinson                                                               | 28 s 91       | Moniek Nijhuis                                                                 | 29 s 64       |
| 100 m                | Alia Atkinson                                                                   | 1 min 02 s 36 (RC, RM=) | Rūta Meilutytė                                                              | 1 min 02 s 46 | Moniek Nijhuis                                                                 | 1 min 04 s 03 |
| 200 m                | Kanako Watanabe                                                                 | 2 min 16 s 92           | Rie Kaneto                                                                  | 2 min 17 s 43 | Rikke Møller Pedersen                                                          | 2 min 17 s 83 |
| 4 nages              |                                                                                 |                         |                                                                             |               |                                                                                |               |
| 100 m                | Katinka Hosszú                                                                  | 56 s 70 (RC, RM)        | Siobhan-Marie O'Connor                                                      | 57 s 83       | Emily Seebohm                                                                  | 58 s 19       |
| 200 m                | Katinka Hosszú                                                                  | 2 min 01 s 86 (RC, RM)  | Siobhan-Marie O'Connor                                                      | 2 min 05 s 87 | Melanie Margalis                                                               | 2 min 06 s 68 |
| 400 m                | Mireia Belmonte                                                                 | 4 min 19 s 86 (RC, RM)  | Katinka Hosszú                                                              | 4 min 22 s 94 | Hannah Miley                                                                   | 4 min 24 s 74 |
| Relais               |                                                                                 |                         |                                                                             |               |                                                                                |               |
| 4 × 50 m nage libre  | Pays-Bas Inge Dekker Femke Heemskerk Maud Van Der Meer Ranomi Kromowidjojo      | 1 min 34 s 24 (RC)      | États-Unis Madison Kennedy Abbey Weitzeil Natalie Coughlin Amy Bilquist     | 1 min 34 s 61 | Danemark Jeanette Ottesen Gray Julie Larsen Levisen Mie Nielsen Pernille Blume | 1 min 35 s 48 |
| 4 × 100 m nage libre | Pays-Bas Inge Dekker Femke Heemskerk Maud Van Der Meer Ranomi Kromowidjojo      | 3 min 26 s 53 (RC, RM)  | États-Unis Natalie Coughlin Abbey Weitzeil Madison Kennedy Shannon Vreeland | 3 min 27 s 70 | Italie Erika Ferraioli Silvia Di Pietro Aglaia Pezzato Federica Pellegrini     | 3 min 29 s 48 |
| 4 × 200 m nage libre | Pays-Bas Inge Dekker Femke Heemskerk Ranomi Kromowidjojo Sharon van Rouwendaal  | 7 min 32 s 85 (RC, RM)  | Chine Qiu Yuhan Cao Yue Guo Junjun Shen Duo                                 | 7 min 37 s 02 | Australie Leah Neale Madi Wilson Brianna Throssell Kylie Palmer                | 7 min 38 s 59 |
| 4 × 50 m 4 nages     | Danemark Mie Nielsen Rikke Møller Pedersen Jeanette Ottesen Gray Pernille Blume | 1 min 44 s 04 (RC)      | États-Unis Felicia Lee Emma Reaney Claire Donahue Natalie Coughlin          | 1 min 44 s 92 | France Mathilde Cini Charlotte Bonnet Mélanie Henique Anna Santamans           | 1 min 45 s 89 |
| 4 × 100 m 4 nages    | Danemark Mie Nielsen Rikke Møller Pedersen Jeanette Ottesen Gray Pernille Blume | 3 min 48 s 86 (RE)      | Australie Madi Wilson Sally Hunter Emily Seebohm Bronte Campbell            | 3 min 50 s 31 | Japon Sayaka Akase Kanako Watanabe Rino Hosoda Miki Uchida                     | 3 min 50 s 50 |

### Mixtes
| Épreuves            | Or                                                                    | Or                     | Argent                                                                               | Argent        | Bronze                                                                  | Bronze        |
| ------------------- | --------------------------------------------------------------------- | ---------------------- | ------------------------------------------------------------------------------------ | ------------- | ----------------------------------------------------------------------- | ------------- |
| Relais              |                                                                       |                        |                                                                                      |               |                                                                         |               |
| 4 × 50 m nage libre | États-Unis Josh Schneider Matt Grevers Madison Kennedy Abbey Weitzeil | 1 min 28 s 57 (RC, RM) | Russie Evgeny Sedov Vladimir Morozov Veronika Popova Rozaliya Nasretdinova           | 1 min 29 s 13 | Brésil César Cielo João de Lucca Etiene Medeiros Larissa Oliveira       | 1 min 29 s 17 |
| 4 × 50 m 4 nages    | Brésil Etiene Medeiros Felipe França Nicholas Santos Larissa Oliveira | 1 min 37 s 26          | Royaume-Uni Chris Walker-Hebborn Adam Peaty Siobhan-Marie O'Connor Francesca Halsall | 1 min 37 s 46 | Italie Niccolo Bonacchi Fabio Scozzoli Silvia Di Pietro Erika Ferraioli | 1 min 37 s 90 |